# Festiwal Kabaretu w Zielonej Górze

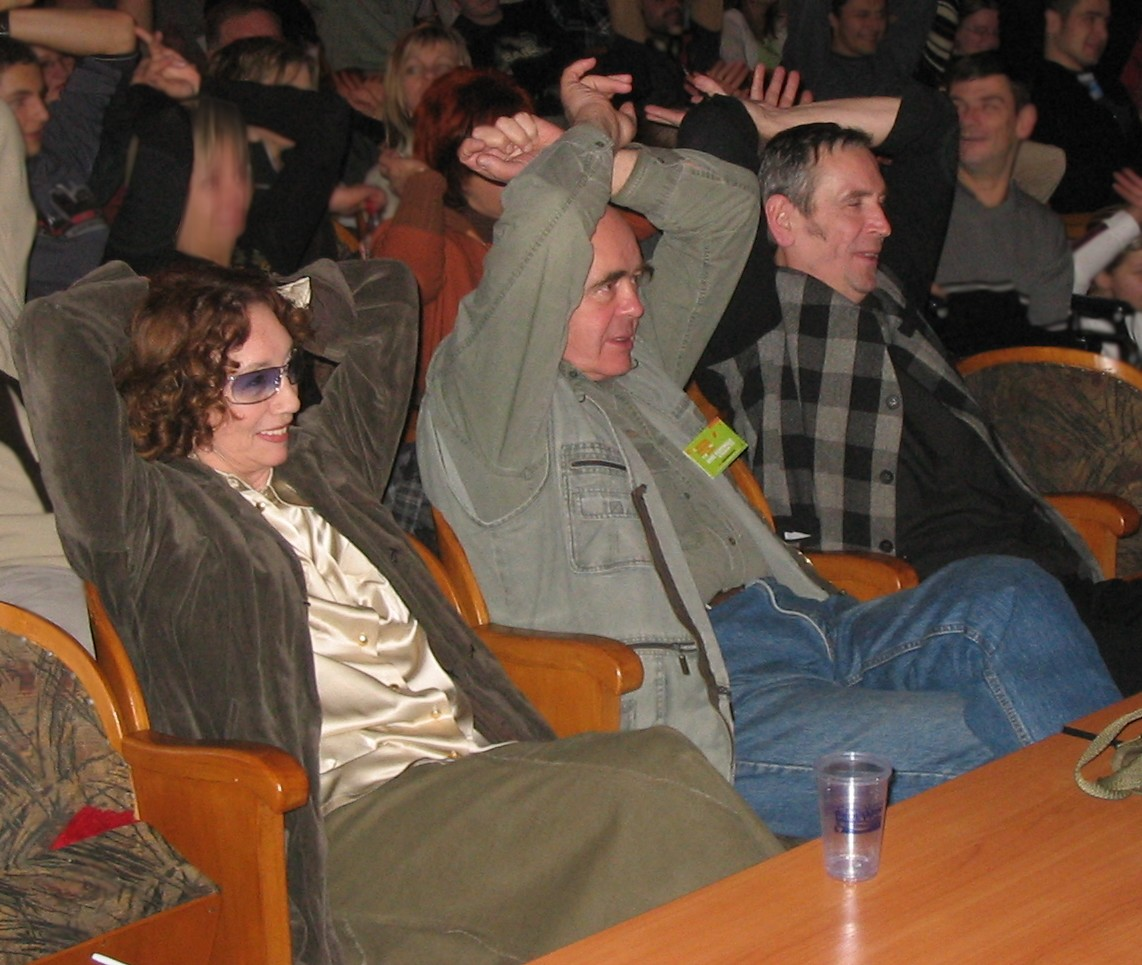
Jury w czasie festiwalu (2005)

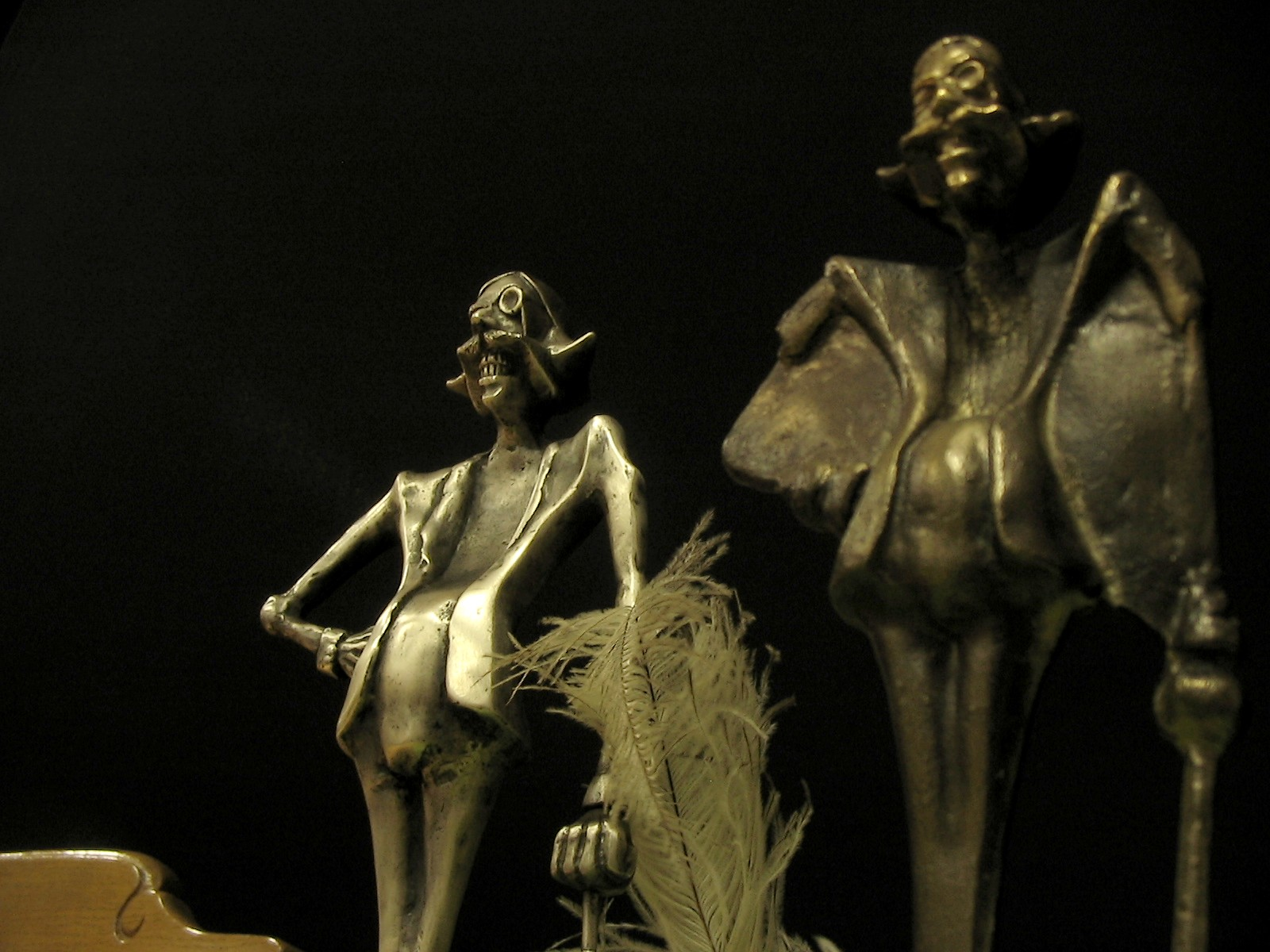
Statuetka Ericha von Patisohna

Festiwal Kabaretu w Zielonej Górze – coroczna grudniowa impreza kabaretowa odbywająca się w latach 2005–2011 w Zielonej Górze. Festiwal trwał kilka dni i organizowany był przez ludzi związanych z Zielonogórskim Zagłębiem Kabaretowym. Dyrektorem generalnym był Janusz Rewers z kabaretu Ciach.
W czasie festiwalu odbywały się występy zaproszonych kabaretów, którym przyznawana była każdego dnia statuetka Ericha von Patisohna. Przyznawana też była nagroda dla zwycięzcy całego festiwalu (statuetka srebrnego Patisohna). Zwycięzcami festiwalu byli: Joanna Kołaczkowska (2005), Grupa MoCarta (2006), Kabaret Hrabi (2007), Łowcy.B (2008), Kabaret Świerszczychrząszcz (2009), Kacper Ruciński (2010), Tomasz Jachimek i Abelard Giza (2011).
W jury zasiadali między innymi: Sylwester Chęciński, Maria Czubaszek, Jacek Fedorowicz, Olga Lipińska, Zofia Merle, Wojciech Młynarski, Władysław Sikora czy Stanisław Tym.